# 丹尼森鎮區 (愛荷華州克勞福德縣)
丹尼森鎮區（英語：Denison Township）是位於美國愛荷華州克勞福德縣的一個行政鎮區。

## 地方資料
根據2010年美國人口普查的數據，丹尼森鎮區的面積為91.66平方千米，當中陸地面積為91.56平方千米，而水域面積為0.10平方千米。當地共有人口7757人，而人口密度為每平方千米84.63人。